# محمد الجندی
محمد الجندی (انگلیسی: Mohamed El-Guindi; Did not recognize date.  Try slightly modifying the date in the first parameter. – ۱۳ نوامبر ۱۹۹۵) بازیکن فوتبال اهل مصر بود.
وی همچنین در تیم ملی فوتبال مصر بازی کرده‌است.